# Białystok (Lublin)
Białystok (pronunciación en polaco: /bjaˈwɨstɔk/ (escucharⓘ)) es un pueblo en el distrito administrativo de Gmina łhobyczów, dentro del Distrito de Hrubieszów, Voivodato de Lublin, en el este de Polonia, cercano a la frontera con Ucrania. Se encuentra aproximadamente 13 kilómetros al sudoeste de Hacerłhobyczów, 37 kilómetros al sur de Hrubieszów, y 128 kilómetros al sudeste de la capital regional, Lublin.
El pueblo tiene una población de 160 habitantes.